# 735 Marghanna
735 Marghanna eller 1912 PY är en asteroid i huvudbältet, som upptäcktes den 9 december 1912 av den tyske astronomen Heinrich Vogt i Heidelberg. Den har fått sitt namn efter upptäckarens mor Margarete Vogt och Hanna, en släkting till upptäckaren.
Den har en diameter på ungefär 67 kilometer.